# میرک نقاش
میرک نقاش (روح‌الله میرک) از نگارگران سده نهم‌هجری بود. یکی از دلایل شهرت او استادی کمال الدین بهزاد است. او در خدمت میر علیشیر نوایی و سلطان حسین بایقرا بود و ریاست کتابخانه شاه را بر عهده داشت. او استادی چیره‌دست در تشعیرسازی و جانورنگاری بود. او روشی را با نام گرفت و گیر در نگارگری ایرانی ابداع کرد.

## برخی آثار
- ملاقات علی فارسی
- نشان دادن تصویر خسرو به شیرین
- جلوس تیمور (ظفرنامه)